# 南岸公園
南岸公園（英語：South Bank Parklands）位於澳大利亞昆士蘭州府城布里斯本的南岸；為1988年世界博覽會的展覽場地，今闢為大型市民公園，是市中心內的最南端。

## 簡介
南岸公園北與布里斯本河接壤，經由兩座中型橋樑通往北緣的布里斯本廣場（即布里斯本市政府所在地）和昆士蘭科技大學，南端與格里菲斯大學的音樂學院及藝術學院為鄰。
南岸公園綜合了雨林、水道、草坪、廣場、親水遊樂池、尼泊爾式和平佛塔、餐廳、商店、噴泉等特色，是布里斯本最重要的文化園區，經常有各種大型文化相關慶典、表演與展覽於此展開活動。根據統計每年造訪南岸公園者達1100萬人次。

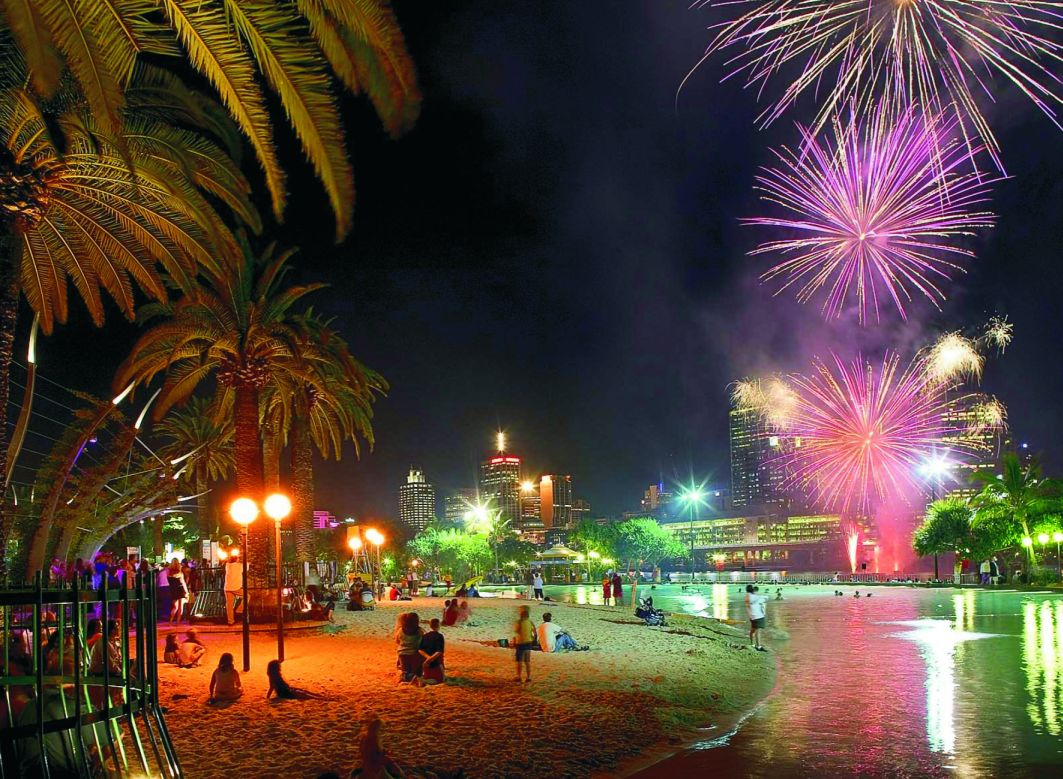
南岸公園附近的煙火秀

## 畫廊

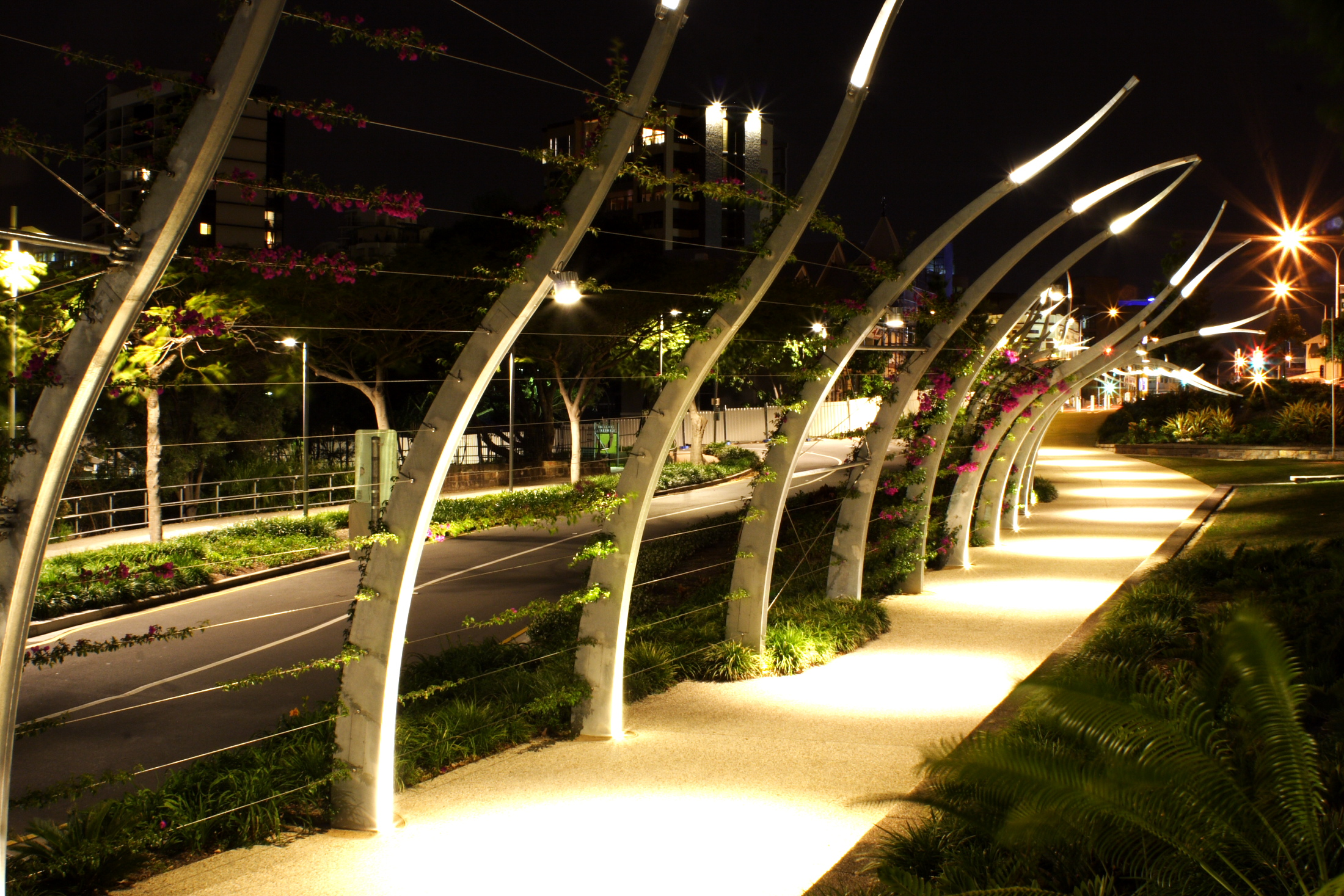
花藤步道
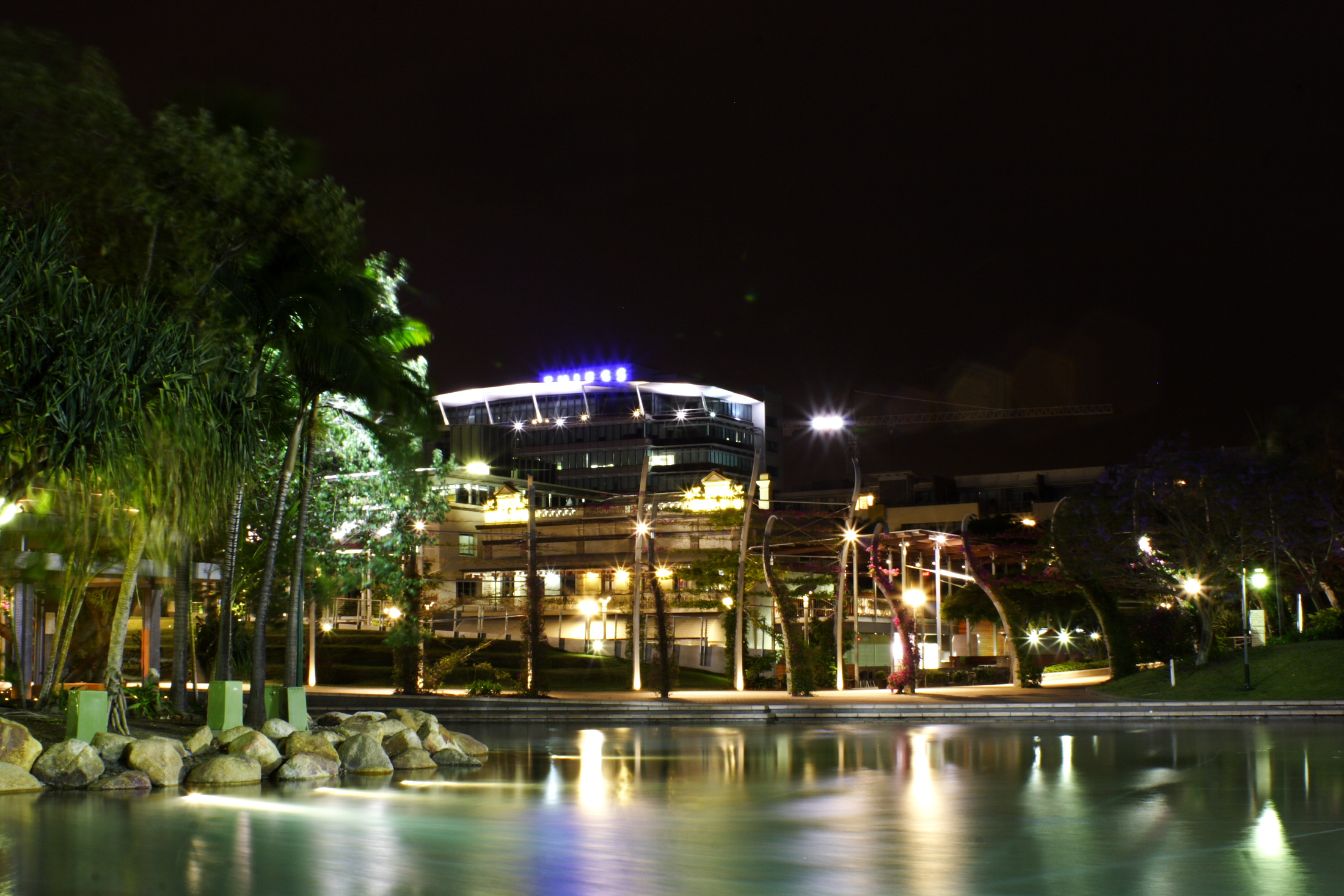
公園夜色
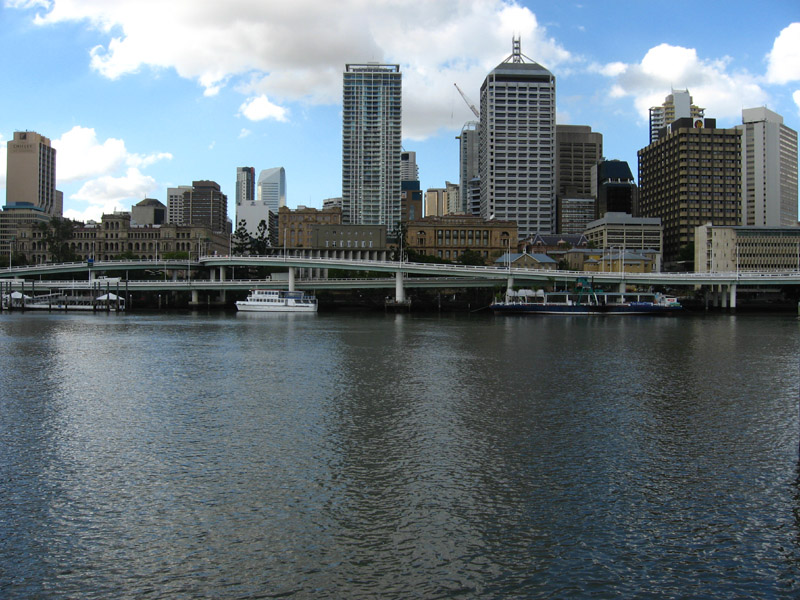
布里斯本天際線

## 外部連結
- Things to do
- Master Plan Revelopment
- South Bank Arbour fact sheet
- 造訪南岸公園 （页面存档备份，存于）
- 觀光客在布里斯本 影音導覽